# På västfronten intet nytt (2022)
På västfronten intet nytt (originaltitel: Im Westen nichts Neues) är den tredje filmatiseringen av romanen med samma titel, skriven av Erich Maria Remarque. Filmen är regisserad av Edward Berger, för manus svarar Lesley Paterson och i huvudrollen syns Felix Kammerer. Filmen utspelar sig på västfronten under första världskriget och följer den tyske soldaten Paul Bäumer.

## Handling
Filmen utspelar sig 1917, tre år efter krigets utbrott, ett krig där nya vapen som eldkastare och pansarvagn används för första gången. Paul Bäumer samt vännerna Albert Kropp, Franz Müller och Ludwig Behm tar frivilligt värvning i den tyska armén, manipulerade av propagandan som hjärntvättar dem. För att vara med förfalskar Paul sin mors namnteckning. Så fort de anländer till skyttegravarna möter Paul döden nästan genast, när han efter en attack hittar kroppen av sin döde vän Ludwig. För övrigt präglas livet på fronten av brist på grundläggande förnödenheter som mat, rena kläder, mm. Vid fronten träffar Bäumer också sin blivande vän Stanislaus Katczinsky. Samtidigt är den tyske politikern Matthias Erzberger (spelad av Daniel Brühl) i början av november 1918 på väg till fredsförhandlingarna i Compiègne. Men medan Erzberger försöker att få tillstånd en överenskommelse med Frankrike fortgår döendet i skyttegravarna. När de tyska och franska diplomaterna så småningom kommer överens om vapenvila den 11 november 1918, kl. 11 verkar Bäumer och Katczinsky, de två sista överlevande av huvudprotagonisterna, ha överlevt kriget. Men när Paul och Stanislaus stjäl en gås av en fransk bonde blir Katczinsky skjuten av bondens tioårige son och Bäumer dör när general Friedrich blåser till en sista attack, medveten om att vapenvilan kommer att träda i kraft om någon timme.

## Skillnad mellan bok och film
Filmen är ingen remake utan en nyadaption av boken. Medan boken berättar mer om hur samhället inspirerade Bäumer till att ta värvning, fattas denna del nästan helt i den nya versionen och reduceras till ett enda tal av läraren efter att Bäumer tagit examen. I den nya versionen är Paul heller inte på permission som i boken, utan stannar vid fronten under hela filmen, ej heller besöker han tillsammans med sina kamrater ett fältsjukhus. I boken dör Katczinsky på grund av ett bensår medan han skjuts ihjäl av en tioårig pojke i 2022 års film. Även Paul Bäumers död är ändrad. Medan han i boken dödas av en krypskytt dör han i den senaste versionen till följd av ett meningslöst sista anfall. En annan viktig skillnad är att de ovannämnda diplomatiska förhandlingarna inte förekommer i romanen.

## Rollista i urval
- Felix Kammerer – Paul Bäumer
- Albrecht Schuch – Stanislaus Katczinsky
- Aaron Hilmer – Albert Kropp
- Moritz Klaus – Franz Müller
- Adrian Grünewald – Ludwig Behm
- Edin Hasanovic – Tjaden Stackfleet
- Daniel Brühl – Matthias Erzberger
- Thibault de Montalembert – General Ferdinand Foch
- Devid Striesow – General Friedrichs

## Mottagande
På sidan Rotten Tomatoes har 94 procent av sidans godkända kritiker gett filmen en positiv bedömning. Av publiken har 92 procent gett filmen ett betyg på minst 3,5 på en femgradig skala. Bland sidans utvalda toppkritiker ("Top critics") framhölls som positivt att filmen är välgjord och realistisk medan vissa kritiserade att filmen innehåller för många långtråkiga scener. Glenn Kelly från sidan rogerebert.com kritiserade att filmen enligt hans tolkning försöker att relativisera Tysklands skuld i kriget.
På brittiska British Academy Film Awards 2023 vann filmen sju utmärkelser ("BAFTAs"). Filmen fick utmärkelse för bl a bästa film och bästa manus efter förlaga.

## Fotnoter
1. ↑  läs online, www.billboard.com .[källa från Wikidata]
2. ↑  Internet Movie Database, läs online, läst: 6 november 2022.[källa från Wikidata]
3. ↑  Laranas, Gin De Mesa (1 oktober 2022). ”'All Quiet on the Western Front': Release Date, Trailer, Cast, and Everything You Need to Know” (på amerikansk engelska). Collider. https://collider.com/all-quiet-on-the-western-front-netflix-release-date-trailer-cast/. Läst 29 oktober 2022.
4. ↑  ”'All Quiet On The Western Front' Ending, Explained: Did Paul Survive The War? What Does The Title Signify? | DMT” (på amerikansk engelska). 28 oktober 2022. https://dmtalkies.com/all-quiet-on-the-western-front-ending-explained-2022-film-edward-berger/. Läst 4 november 2022.
5. ↑  Nelson, Jeff (15 oktober 2022). ”How ‘All Quiet on the Western Front’ 2022 Is Different From the 1930 Classic” (på amerikansk engelska). Showbiz Cheat Sheet. https://www.cheatsheet.com/entertainment/all-quiet-on-the-western-front-2022-different-1930-classic.html/. Läst 4 november 2022.
6. ↑  NDR. ”Oscar-Vorschlag "Im Westen nichts Neues" startet auf Netflix” (på tyska). www.ndr.de. https://www.ndr.de/kultur/film/tipps/Oscar-Vorschlag-Im-Westen-nichts-Neues-startet-auf-Netflix,imwestenfilm106.html. Läst 29 oktober 2022.
7. ↑  ”All Quiet on the Western Front” (på engelska). https://www.rottentomatoes.com/m/all_quiet_on_the_western_front_2022. Läst 29 oktober 2022.
8. ↑  ”All Quiet on the Western Front - Movie Reviews” (på engelska). https://www.rottentomatoes.com/m/all_quiet_on_the_western_front_2022/reviews. Läst 29 oktober 2022.
9. ↑  Kenny, Glenn. ”All Quiet on the Western Front movie review (2022) | Roger Ebert” (på engelska). https://www.rogerebert.com/. https://www.rogerebert.com/reviews/all-quiet-on-the-western-front-movie-review-2022. Läst 29 oktober 2022.
10. ↑  ”'All Quiet on the Western Front' wins 7 awards, including best picture, at 2023 BAFTAs” (på amerikansk engelska). PBS NewsHour. 19 februari 2023. https://www.pbs.org/newshour/arts/all-quiet-on-the-western-front-wins-7-awards-including-best-picture-at-2023-baftas. Läst 22 februari 2023.
11. ↑  ”Im Westen nichts Neues - IMDb”. http://www.imdb.com/title/tt1016150/awards/. Läst 22 februari 2023.